# バレーボール・ワールドグランドチャンピオンズカップ
バレーボール・ワールドグランドチャンピオンズカップ（英語: FIVB World Grand Champions Cup）は、国際バレーボール連盟主催のバレーボールの国際大会。日本国内での通称は「グラチャン」。
1993年から4年に1度、夏季オリンピック開催年の次の年（4の倍数の翌年。丑年、巳年、酉年）に各大陸王者などが集まり日本で開催されていたが、2017年の第7回大会をもって廃止された。

## 概要
北中米チャンピオンチーム・南米チャンピオンチーム・欧州チャンピオンチーム・アジアチャンピオンチーム・開催国日本チーム・国際バレーボール連盟推薦チームの合計6チームで世界三大大会（オリンピック・世界選手権・ワールドカップ）と比較すると出場チーム数は少ないものの世界一を目指して競う大会として1993年にスタートして以降4年に1度日本で開催された。
世界三大大会（オリンピック・世界選手権・ワールドカップ）と比較すると出場チーム数は6と少ないものの、グラチャンを含めて世界四大大会と呼ぶことがあった。
本大会は、当時、男子バレーの世界リーグしか賞金の掛かった大会しかなく、オリンピックの翌年のワールドカップの際に開かれた開催パーティーで、キューバのミレーヤ・ルイスと、中田久美が、女子にも賞金の掛かった大会を国際バレーボール連盟会長だった、ルーベン・アコスタ会長に直談判しに行く際に、大林素子と3人で直談判したのをきっかけに、日本バレーボール協会が主催して始まった大会である。
本大会が始まる前は、低迷した日本チームが世界のチームに挑戦するというコンセプトの大会として、ワールドトップ4バレーという大会で、オリンピックメダルチーム対日本との大会があった。日本の著名芸能人が大会を盛り上げており、イベント的な要素も強かった。
また、オリンピック、世界選手権、ワールドカップと比べて歴史が浅い大会のため、大幅なバレーボールのルール改正を実施した際の試験大会として位置付けられることもあった。実際に1997年大会では初めてリベロ制が導入された国際大会でもあった。またサイドアウト制を採用していた当時、本大会にて各セット25分経過後にラリーポイント制になるという25分併用ルールが導入されたが、評判が芳しくなかったこともありそれ以降の大会では採用されることはなかった。

## 競技方式（出場枠・試合形式）

### 出場枠
ワールドグランドチャンピオンズカップの第1回は、5大陸のチャンピオンチームと、開催国の日本であったが、第2回大会から、出場できるのは全部で6カ国で、以下のように選出される。
- 開催国 - 1カ国（毎回日本が開催国）
- 大陸選手権 - 4カ国
- 国際バレーボール連盟推薦チーム - 1カ国  (女子は1997年から2009年まで4開催連続で韓国)

### 試合形式
大会は6チームによる1回戦総当り戦による勝敗数で順位を決定する。

## 歴代大会結果

### 男子
| 年        | 開催 国  | 優勝     | 準優勝         | 3位            | 4位            | 5位            | 6位            |
| --------- | -------- | -------- | -------------- | -------------- | -------------- | -------------- | -------------- |
| 1993 詳細 | 日本の旗 | イタリア | ブラジル       | キューバ       | 日本           | アメリカ合衆国 | 韓国           |
| 1997 詳細 | 日本の旗 | ブラジル | オランダ       | キューバ       | 中国           | 日本           | オーストラリア |
| 2001 詳細 | 日本の旗 | キューバ | ブラジル       | ユーゴスラビア | 韓国           | 日本           | アルゼンチン   |
| 2005 詳細 | 日本の旗 | ブラジル | アメリカ合衆国 | イタリア       | 日本           | エジプト       | 中国           |
| 2009 詳細 | 日本の旗 | ブラジル | キューバ       | 日本           | ポーランド     | イラン         | エジプト       |
| 2013 詳細 | 日本の旗 | ブラジル | ロシア         | イタリア       | イラン         | アメリカ合衆国 | 日本           |
| 2017 詳細 | 日本の旗 | ブラジル | イタリア       | イラン         | アメリカ合衆国 | フランス       | 日本           |

### 女子
| 年        | 開催 国  | 優勝     | 準優勝         | 3位            | 4位        | 5位            | 6位            |
| --------- | -------- | -------- | -------------- | -------------- | ---------- | -------------- | -------------- |
| 1993 詳細 | 日本の旗 | キューバ | 中国           | ロシア         | 日本       | アメリカ合衆国 | ペルー         |
| 1997 詳細 | 日本の旗 | ロシア   | キューバ       | ブラジル       | 中国       | 日本           | 韓国           |
| 2001 詳細 | 日本の旗 | 中国     | ロシア         | 日本           | ブラジル   | アメリカ合衆国 | 韓国           |
| 2005 詳細 | 日本の旗 | ブラジル | アメリカ合衆国 | 中国           | ポーランド | 日本           | 韓国           |
| 2009 詳細 | 日本の旗 | イタリア | ブラジル       | ドミニカ共和国 | 日本       | 韓国           | タイ           |
| 2013 詳細 | 日本の旗 | ブラジル | アメリカ合衆国 | 日本           | ロシア     | タイ           | ドミニカ共和国 |
| 2017 詳細 | 日本の旗 | 中国     | ブラジル       | アメリカ合衆国 | ロシア     | 日本           | 韓国           |

## 大会テーマソング・サポーター
1993年の大会ではTUBEのヴォーカル前田亘輝が大会テーマソングを歌った。1997年の大会ではライジングプロダクション（現ヴィジョンファクトリー）のユニット「MAX」が大会テーマソングを歌い大会を盛り上げた。 2001年の大会は「ウッチャンナンチャンのウリナリ!!」が大会のサポーターを務めた。2005年の大会はジャニーズ事務所の若手ユニットKAT-TUNが応援プロデューサーを担当。中継や関連番組のMCを担当する他、セット間の応援パフォーマンスなどを手がけた。2009年の大会はスペシャルサポーターにイモトアヤコ、大会テーマソングをEXILEが担当した。2013年の大会も引き続きイモトアヤコがスペシャルサポーターを務め、大会テーマソングを倖田來未が担当した。

## 大会マスコット
大会マスコットはグラちゃんで1993年の第1回大会から登場している。鳥をモチーフとしておりバレーボールから頭と足を突き破った状態になっている。このマスコットはバレーボールの持つスピード感、躍動感をイメージして作られた。2001年大会までは手はボールの中に隠れていたが、2005年大会では手も描かれるようになった。

## 日本における放送体制
- 日本テレビ系列で全国ネット（テレビ大分とテレビ宮崎を除く28局。地上波では日本戦を生中継、衛星ではBS日テレ、日テレG+で全試合中継）。